# 오형권법
오형권법(五形拳法) 또는 오형권(五形拳)은 중국 소림사(少林寺)에서 가르치는 권법이며 중국 무술 중의 하나이다. 다섯가지 종류의 동물을 흉내 내는 권법이다. 한마디로 용권, 뱀권, 표권, 호권, 학권 등 총 5가지 동물의 움직임을 응용한 권법이다.